# Bismarck Maia
Bismarck Costa Lima Pinheiro Maia (Fortaleza, 31 de julho de 1957) é um político brasileiro. Foi deputado federal pelo Ceará na 52.ª legislatura e prefeito de Aracati em 2 mandatos consecutivos (2017–2024). Atualmente, preside o Podemos no Ceará.

## Biografia
Bismarck Maia nasceu em Fortaleza, capital do estado do Ceará, no ano de 1957. Mudou-se para o Rio de Janeiro, para cursar administração na Universidade Candido Mendes (UCAM), porém não concluiu o curso. Voltou para Fortaleza, onde estudou por alguns semestres na Universidade de Fortaleza (UNIFOR) visando concluir a graduação de administração, porém, não terminou o curso.
Em 1985, filiou-se ao Partido Democrático Social (PDS) e pelo partido concorreu ao cargo de Deputado estadual do Ceará no ano seguinte, onde angariou 13.882 votos, sendo suplente. Deixou o PDS e fliiou-se ao Partido Municipalista Brasileiro (PMB), onde permaneceu durante dois anos. No ano de 1989, mudou novamente de partido filiando-se ao Partido da Social Democracia Brasileira (PSDB). Em 1990, assumiu uma cadeira na Assembleia Legislativa do Ceará, após ter sido suplente. No governo de Fernando Henrique Cardoso, foi nomeado presidente da Instituto Brasileiro de Turismo (Embratur), órgão responsável pelo fomento e direcionamento de políticas públicas relacionadas ao turismo, onde permaneceu de 1995 até 2002.
Filiado ao PSDB, no ano de 2002 foi eleito deputado federal pelo Ceará após receber 158.827 votos, sendo o quarto candidato mais votado no pleito e o mais votado pelo seu partido, o PSDB que elegeu oito deputados naquela eleição, tornando-se o maior em números de cadeiras no Ceará naquela eleição.
Com a boa votação em 2002, candidatou-se pela reeleição em 2006. Na ocasião recebeu 64.491 votos, não sendo eleito. Em 25 de janeiro de 2007, ao fim do mandato como deputado federal licenciou-se do cargo para assumir a Secretaria de Turismo do estado do Ceará, após ser indicado por Cid Gomes (PSB) ao cargo. Com a reeleição de Cid em 2010, Maia foi reconduzido ao cargo de Secretário.
No ano de 2016, filiado ao Partido Trabalhista Brasileiro (PTB), Maia voltou para vida partidária ao concorrer como prefeito de Aracati, cidade no interior do Ceará. Foi eleito após conquistar 17.776 votos. Em 2020, foi reeleito após angariar 19.085 votos. Após a reeleição deixou o PTB e mudou-se para o Partido Democrático Trabalhista (PDT).  Filiado ao PDT, apoio o candidato do Partido dos Trabalhadores (PT), Elmano de Freitas ao cargo de governador do Ceará em 2022, apoiado pelo ex-governador Camilo Santana (PT) e o ex-presidente Luiz Inácio Lula da Silva.

### Desempenho eleitoral
| Ano  | Cargo                       | Partido | Votos   | Resultado  | Ref.   |
| ---- | --------------------------- | ------- | ------- | ---------- | ------ |
| 1986 | Deputado estadual do Ceará  | PDS     | 13.882  | Suplente   | [ 6 ]  |
| 2002 | Deputado federal pelo Ceará | PSDB    | 158.287 | Eleito     | [ 3 ]  |
| 2006 | Deputado federal pelo Ceará | PSDB    | 64.491  | Não eleito | [ 3 ]  |
| 2016 | Prefeito de Aracati         | PTB     | 17.776  | Eleito     | [ 15 ] |
| 2020 | Prefeito de Aracati         | PTB     | 19.05   | Eleito     | [ 16 ] |

## Vida pessoal
Casou-se com Gláucia Pinheiro Maia e teve dois filhos, o deputado federal Eduardo Bismarck (PDT) e o suplente de deputado estadual em exercício Guilherme Bismarck (PDT).